# Karl-Erik Norrman
Karl-Erik Norrman, född 1 oktober 1943 i Stockholm, är en svensk diplomat.

## Biografi
Norrman var student på Sigtunaskolan (SHL). Militärtjänst vid Tolkskolan, Uppsala. Studier vid Uppsala universitet i ryska, statskunskap, nationalekonomi. Fil.kand. 1965. Tjänstgöring vid Utrikespolitiska Institutet, Stockholm, Exportföreningen, Stockholm. Norrman är sedan 1968 anställd vid utrikesdepartementet. Har verkat som diplomat i över 30 år, ambassadör sedan 1989. Han har tjänstgjort bland annat i Moskva, Peking, Genève och Rom. Han har varit politisk sekreterare till utrikesministern[när?], handelsförhandlare i WTO, ansvarig för Sveriges u-landsbistånd till Asien och genom FN, generalkommissarie för svenska paviljongen vid Expo 92 i Sevilla och kulturchef på UD. Mellan 1995 och 1999 verkställande ledamot i Nämnden för Sverigefrämjande i Utlandet. År 2001 grundade han i Strassbourg det oberoende, paneuropeiska European Cultural Parliament, ECP – ett forum för artister, konstnärer, författare, filosofer och andra kulturpersonligheter från hela Europa. ECP sammanträder årligen i olika europeiska städer. Norrman har varit operasångare (tenor) i Rom och Umeå.

## Böcker och skrifter
- Kina – den femte kärnvapenmakten 1966 (Utrikespol. Institutet, Stockholm)
- Den 23:e sovjetiska partikongressen 1967 (Utrikespol. Institutet, Stockholm)
- Stora Sovjetencyklopedin 1967 (Statsvetenskaplig tidskrift, Uppsala)
- Mongoliet – den första Folkrepubliken 1971 (LT:s Förlag)
- Östern är röd - kulturrevolutionens Kina 1975 (LT:s Förlag)
- Indien – världens största demokrati 1979 (Utrikesdepartementes skriftserie)
- Livsmedelskris i världen 1983 (Tidens förlag)
- Disaster Prevention and Preparedness 1985 (Swedish Red Cross)
- 10 years with SAREC, an evaluation of Swedish Research assistance to developing countries 1986 (Swedish Government Publication Service)
- Sverige i UNDP 1989 (Utrikesdepartementets skriftserie)
- Light of Inspiration, Swedish Culture for Export, editor, 1991 (Bra Böcker)
- Sverige i Expo 1992 – Slutrapport 1993 (Utrikesdepartementets skriftserie)
- The Best of Sweden 1994 (Utrikesdepartementets skriftserie)
- The Secret about Swedish Food, editor, 1996 (LRF)
- The Council for Promotion of Sweden abroad – a presentation 1998 (Utrikesdepartementets skriftserie)
- Promotion 2000 – en strategi för Sverigefrämjandet på 2000-talet 1999 (Utrikesdepartementets skriftserie)
- Centre Culturel Suédois i Paris – en utvärdering med förslag 2001 (Utrikesdepartementets skriftserie)
- A Soul for Europe – a presentation of a the European Cultural Parliament (ECP) 2001 (Klett Verlag)
- ECP-Session Report, editor, Session 1–6, 2002–2007 (Klett Verlag)
- Teaterliv- utkast till en Teaterkonst, (medverkande) 2002 (Östlings Förlag)
- Livets Mening – en bok om fotbollens roll i världen 2003 (Wahlström & Widstrand)
- Culture – the heart of a knowledge-based economy 2006 (Informatiewerkplatz, NL)
- Tyskarna – de skuldtyngda mästarna 2007 (Carlssons Förlag)
- Demokratins förfall 2008 (bookhouse publishing)